# Dinastia Trần
La dinastia Trần (Nhà Trần, 陳朝, Trần triều) va ser la dinasta imperial al Vietnam (aleshores conegut com a Đại Việt) entre el 1225 i el 1400. Amb orígens com a família de pescadors de Nam Dinh, els Trần havien donat suport a la dinastia Lý durant una guerra civil, i a canvi van poder acaparar posicions influents a la cort des d'on van usurpar el tron imperial.
La dinastia va governar durant 175 anys, durant els que es van aconseguir repel·lir tres intents d'invasió per part dels mongols. Finalment, el dotzè emperador de la dinastia, Thiếu Đế, va ser obligat a abdicar quan només tenia cinc anys a favor del seu avi matern, de la dinastia Hồ.
Els Trần van millorar la pólvora xinesa permetent-los expandir-se cap al sud per derrotar i vassallar als Txampa. També van començar a utilitzar paper moneda per primera vegada al Vietnam. El període Trần es va considerar una època daurada en la llengua, les arts i la cultura vietnamites; amb les primeres peces de literatura escrites en Chữ Nôm durant aquest període i la introducció de la llengua vernacla vietnamita a la cort, al costat del xinès. Això va establir les bases per al desenvolupament i la consolidació de la llengua i la identitat vietnamites.

## Història

### Orígens i ascens al tron
El fundador del clan Trần al Đại Việt va ser Trần Kinh, un home de a vila de Tức Mặc (actual Mỹ Lộc, Nam Định) que vivia de la pesca. Tres generacions després amb el seu net Trần Lý al capdavant a família havia esdevingut rica i poderosa.
Durant el turbulent regne del rei Lý Cao Tông, un usurpador va aconseguir expulsar la cort de la capital Thăng Long. Els Trần van donar refugi al príncep hereu, i aquest es va casar amb una jove de la família l'any 1209. Gràcies al suport del clan la dinastia Lý va reuperar el tron. En agraïment, l'emperador va assignar a diversos Trần càrrecs destacats a la cort. La mort de l'emperador el 1211 va fer que el príncep hereu for entronitzat amb el nom de Lý Huệ Tông. Els Trần van esdevenir la família de la reina consort, i el seu poder es va veure augmentat.
L'emperador Lý Huệ Tông va patir malalties mentals i l'octubre del 1224 va ser obligat a abdicar en favor de la seva filla petita, Lý Chiêu Hoàng. Amb només sis anys, l'emperadriu Chiêu Hoàng governava seguint els dictats del cap de la família Trần: Trần Thủ Độ.
L'any 1225 Trần Thủ Độ va fer casar secretament l'emperadriu amb el seu nebot Trần Cảnh, presentant-ho després a la cort com a fet consumat. Després va obligar a Lý Chiêu Hoàng a abdicar en favor del seu marit, posant fi als 216 anys de regnat de la dinastia Lý i iniciant la nova dinastia imperial dels Trần.

### Primers anys: regnat de Trần Thái Tông
Quan Trần Thái Tông va pujar al tron amb només vuit anys, molts nobles van aprofitar per rebel·lar-se contra la nova dinastia. El seu oncle Trần Thủ Độ va aconseguir contenir-los combinant hàbilment accions militars i diplomàtiques. Quan el 1226 Nguyễn Nộn i Đoàn Thượng es van alçar a la regió muntanyosa de Bắc Giang i Hải Dương, els va concedir el títol de prínceps (Vương) per aplacar la revolta.
Per tal de consolidar el poder de la nova dinastia Trần Thủ Độ va procedir a eliminar els supervivents de l'antiga nissaga imperial del Lý. El 1226 va obligar a suïcidar-se a Lý Huệ Tông encara que es trobava retirat a un monestir, i el 1232 la resta de membres de la família van ser massacrats sense compassió.
Mentrestant, passava el temps i l'emperador Thái Tông i l'emperadriu Lý Chiêu Hoàng no tenien fills. Aquest fet preocupava a Trần Thủ Độ, ja que la manca d'hereu era un focus d'inestabilitat i posava en perill la continuïtat dinàstica. Per això el 1237 va obligar el germà gran de Thái Tông, el príncep Hoài Trần Liễu, a renunciar a la seva pròpia esposa embarassada de tres mesos perquè s'hi casès l'emperador. De fet, l'esposa de Hoài Trần Liễu era la germana gran de l'emperadriu Chiêu Hoàng de manera que es mantenia el parentiu amb l'anterior dinastia.
Indignat per haver-li estat presa la seva esposa embarassada, Trần Liễu es va revoltar contra la seva família. Superat per la situació l'emperador va arribar a abdicar i retirar-se a un monestir, però Trần Thủ Độ el va aconseguir convèncer de tornar. La revolta va acabar fracassant i tots els soldats que hi havient participat van ser executats. Trần Thủ Độ també volia que morís Trần Liễu, però Thái Tông va intervenir per salvar el seu germà.

### Invasions mongols
El 1257 el general Uriyangqatai a les ordres de Möngke va atacar el regne de Đại Việt que tenia per capital a Thăng Long (l'actual Hanoi) baixant des de Yunnan fins a la plana de Tonquín. El rei de Đại Việt Trần Thái Tông va abdicar després de ser derrotat a la batalla de Bình Lệ Nguyên i Thăng Long fou saquejada. El seu successor Trần Thánh Tông es va reconèixer vassall mongol el març del 1258.
Després d'haver conquerit ja una bona part d'Àsia, els mongols van infligir una sèrie de severes derrotes als vietnamites que van fer que alguns consellers arribessin a aconsellar a l'emperador de fugir a la Xina. Però finalment l'emperador Thái Tông, el gran canceller Trần Thủ Độ i generals capaços com el príncep Hưng Đạo i Lê Phụ Trần, van aconseguir liderar l'expulsió dels invasors, derrotant a l'emperador Khublai Kan l'any 1278.

Mapa de la segona invasió del Vietnam, amb els mongols (negre) atacant des del nord i des del sud.

La segona invasió mongol va tenir lloc el 1284 sota el comandament del príncep Toghon, fill de Khublai Khan. Toghon va capitanejar una divisió d'infanteria que va penetrar al Đại Việt des del nord, mentre que la flota del seu general Sogetu atacava el sud. L'emperador Trần Thánh Tông, ja retirat, i el seu fill l'emperador Trần Nhân Tông van dirigir la resistència. Davant de l'amenaça molts oficials van desertar i fins i tot membres de la família reial van passar-se a l'enemic, incloent-hi el príncep Trần Ích Tắc (germà de Thánh Tông). La situació va arribar a ser tant desesperada que durant una persecució es va arribar a entregar com a regal a l'enemic a la princesa An Tư per distreure'ls i permetre fugir als dos emperadors. El vent va canviar de sentit després de la victòria a la batalla de Hàm Tử, el quart mes lunar de 1285, en què les tropes comandades per Trần Nhật Duật, el príncep Chiêu Thành, Trần Quốc Toản, i Nguyễn Khoái van derrotar les forces de Sogetu. En poc temps la flota mongol va ser destruïda i Sogetu va morir. Toghon s'acabaria retirant.
El mateix Toghon comandaria una tercera invasió dels mongols que va iniciar-se el tercer mes lunar de 1287. Aquest cop el príncep Hưng Đạo, comandant en cap de l'exèrcit del Đại Việt, va ser capaç d'expulsar els invasors amb una decisiva victòria obtinguda l'any 1288 al riu Bạch Đằng (fent servir la mateixa tàctica amb què els vietnamites havien derrotat els xinesos, al mateix lloc, cinc segles abans). Altres generals que van tenir un paper destacat durant el conflicte van ser el príncep Trần Khánh Dư, que va acabar aconseguint tallar les línes de subministrament de la flota mongol a la batalla de Vân Đồn, o el general Phạm Ngũ Lão, que va organitzar emboscades a les tropes del prínce Tohan durant la retirada.

### Prosperitat
Després de superar les tres invasions del segle xiii, el Đại Việt va entrar en un període prolongat de pau i prosperitat durant els regnats de Trần Anh Tông, Trần Minh Tông de Trần Hiến Tông. Els oficials mandarins com Trần Nhật Duật, Đoàn Nhữ Hài, Phạm Ngũ Lão, Trương Hán Siêu, Mạc Đĩnh Chi o Nguyễn Trung Ngạn feien que el regne funcionés de forma eficient.
El 1306 el rei de Txampa, Chế Mân, va oferir a Anh Tông, dues prefactures ("Ô" and "Lý") a canvi de casar-se amb la seva filla. Les dues prefectures van passar a ampliar el territori vietnamita cap al sud, i van ser reanomenades com a "Thuận" i "Hóa". Poc després que es concertés el matrimoni, però, el rei Chế Mân va morir i d'acord amb la tradició reial del regne indianitzat de Txampa, la seva filla havia de ser cremada amb el cos del difunt pare. Anh Tông va aconseguir rescatar la seva esposa del Txampa i conservar les noves prefactures, però les relacions amb el regne de sud van esdevenir tenses durant molt de temps.

### Declivi
Amb l'arribada al tron Trần Dụ Tông va començar el declivi de la dinastia. Mentre havia estat viu el seu pare Trần Minh Tông, que s'hava retirat com a emperador, s'havia mostrat contingut i diligent. En aquesta època, la cort reial de la dinastia Trần va començar a enfrontar-se a problemes com la mort de diversos mandarins importants i experimentats, el fracàs d'algunes campanyes militars contra Lan Xang i Txampa i la proliferació de molts desastres naturals a Đại Việt. Durant només un curt període, Đại Việt va patir molts desastres, que van provocar una època de penúria econòmica i van encendre diverses revoltes contra la cort reial. Una pau temporal només es va restablir quan Trương Hán Siêu, un mandarí capaç, va ser nomenat per restablir l'ordre a les regions afectades pels disturbis.
Però quan Trần Minh Tông va morir el 1357, l'emperador Dụ Tông va disparar les despeses fent construir diversos palaus luxosos i d'altres extravagàncies. Era un apassionat del teatre, aleshores vist com un vici poc respectable al país, i el va introduir a la cort. Com que era impotent, va designar com a hereu a Duong Nhât Lê, el fill adoptiu del germà i que provenia d'una família d'actors. Aquesta decisió va ser molt criticada perquè tenia germans i nebots de sang vius i trencava amb la tradició successòria. Poc després, l'any 1369, va morir amb 28 anys.
Com el seu predecessor, Nhật Lễ va negligir els afers d'estat i es va dedicar a una vida de plaers. El primer ministre va organitzar complot per assassinar-lo, però va ser descobert i executat. Finalment, l'any 1370, una revolta va aconseguir deposar-lo com a emperador. La revolta havia estat liderada pel seu propi sogre i germà petit de Trần Dụ Tông, que es va fer coronar amb el nom de Trần Nghệ Tông i va ordenar l'execució de Nhật Lễ.
La mare de Nhật Lễ, una actriu, va fugir a Txampa i va suplicar al seu rei Chế Bồng Nga que ataqués Đại Việt. Aprofitant la inestabilitat política del seu veí, Chế Bồng Nga va assaltar la capital vietnamita de Thăng Long, obligant a la cort a fugir i saquejant-la a plaer abans de tornar a Txampa impunement. El 1376 l'emperador Trần Duệ Tông va voler venjar-se iniciant una campanya contra Txampa, que va acabar amb una desastrosa derrota a la batalla de Đồ Bàn on van morir el mateix emperador i gran nombre d'oficials i generals.
El successor de Duệ Tông, Trần Phế Đế, i l'emperador retirat Nghệ Tông, no van poder aturar el coontratac de l'exèrcit txam al Đại Việt. El general Trần Khát Chân va salvar la dinastia en una decisiva victòria en que el rei Chế Bồng Nga morí en batalla, finalitzant la invasió i recuperant l'estabilitat a la frontera sud.

### Caiguda del poder
Amb el suport de l'emperador retirat Nghệ Tông, el seu cunyat Hồ Quý Ly va anar acumulant poder a la cort. Quan se'n va adonar, l'emperador Trần Phế Đế va intenar reduir el seu poder. Hồ Quý Ly va respondre iniciant una campanya de difamació contra l'emperador, que va veure els seus fruits el desembre de 1288 quan Nghệ Tông va destronar el seu nebot en favor del seu fill petit d'onze anys: Trần Thuận Tông. Phế Đế va ser obligat a suïcidar-se i els seus partidaris van ser purgats.
Trần Nghệ Tông va morir el dotzè mes lunar del 1394 als 73 anys, deixant la cort a les mans de Hồ Quý Ly. El tercer mes del 1398 va obligar a Thuận Tông a cedir el tron al seu fill de tres anys, Trần Thiếu Đế, i va passar a ser emperador retirat encara que només tenia 20 anys. Només un any després va ser assassinat per ordres de Hồ Quý Ly, juntament amb 370 persones més que suposaven un obstacle per la seva dominació de la cort incloent-hi molts familiars de l'emperador. La fi de la dinastia Trần va arribar el 28è dia del segon mes lunar de 1400 (el 23 de març en calendari gregorià), quan Hồ Quý Ly va decidir destronar Thiếu Đế i establir una nova dnastia, els Hồ, amb ell com a primer emperador.

## Emperadors Trần
La llista dels dotze emperadors de la dinastia i els respectius regnats, a la que cal incloure el breu període en què governà Duong Nhât Lê que havia estat adoptat per un príncep Trần, és la següent:
- 1225-1258: Trần Thái Tông
- 1258-1278: Trần Thánh Tông, fill de l'anterior.
- 1278-1293: Trần Nhân Tông, fill de l'anterior, deposat.
- 1293-1314: Trần Anh Tông, fill de l'anterior, va abdicar.
- 1314-1329: Trần Minh Tông, fill de l'anterior, va abdicar.
- 1329-1341: Trần Hiến Tông, fill de l'anterior.
- 1341-1369: Trần Dụ Tông, fill de Trần Minh Tông.
- 1369-1370: Duong Nhât Lê, nebot adoptiu de l'anterior, no dinàstic, deposat i executat.
- 1370-1372: Trần Nghệ Tông, fill de Trần Minh Tông, va abdicar.
- 1372-1377: Trần Duệ Tông, fill de Trần Minh Tông, mort en batalla.
- 1377-1388: Trần Phế Đế, fill de l'anterior, va abdicar.
- 1388-1398: Trần Thuận Tông, fill de Nghê Tông, va abdicar.
- 1398-1400: Trần Thiếu Đế fill de l'anterior, va abdicar.